# Zale atritincta
Zale atritincta är en fjärilsart som beskrevs av Harvey 1875. Zale atritincta ingår i släktet Zale och familjen nattflyn. Inga underarter finns listade i Catalogue of Life.